# Dobrudscha-Gletscher
Der Dobrudscha-Gletscher (bulgarisch ледник Добруджа lednik Dobrudscha) ist ein Gletscher im Südosten der Livingston-Insel im Archipel der Südlichen Shetlandinseln. In den Tangra Mountains wird er nördlich durch den Ruse Peak und den Asen Peak flankiert. Er fließt in südöstlicher Richtung in die Bransfieldstraße.
Die bulgarische Kommission für Antarktische Geographische Namen benannte ihn 2004 nach der Dobrudscha, einer historischen Landschaft im heutigen Bulgarien und Rumänien.